# Cobitinae
La sottofamiglia Cobitinae comprende alcune specie di pesci della famiglia Cobitidae.

## Generi
La sottofamiglia comprende 21 generi:
- Acanthopsoides
- Acanthopsis
- Bibarba
- Canthophrys
- Cobitis
- Iksookimia
- Kichulchoia
- Koreocobitis
- Kottelatlimia
- Lepidocephalichthys
- Lepidocephalus
- Microcobitis
- Misgurnus
- Neoeucirrhichthys
- Niwaella
- Pangio
- Paralepidocephalus
- Paramisgurnus
- Protocobitis
- Sabanejewia
- Serpenticobitis